# Gwynfor Evans
Gwynfor Richard Evans (Barry, 1º settembre 1912 – Pencarreg, 21 aprile 2005) è stato un avvocato, scrittore e politico gallese.

## Biografia

### Gioventù e studi
Gwynfor Evans è nato a Barry, nel Galles nel 1912. I suoi genitori non erano né nazionalisti né parlavano gallese, cosa che lo stesso Evans iniziò a studiare all'età di 18 anni. Gwynfor fu maggiormente influenzato da suo nonno, il pastore Ben Evans, dal quale adottò una profonda convinzione religiosa e sobrietà.
Evans ha studiato giurisprudenza all'Università di Aberystwyth, dove è entrato a far parte della Christian Society e del Left Book Club. Iniziò anche a sperimentare la necessità dell'indipendenza gallese quando vide come il paese soffrì durante la recessione degli anni '30. Durante i suoi studi, Evans si unì al partito nazionalista Plaid Cymru. Ha continuato i suoi studi al St John's College di Oxford.

### Ascesa nella guida del Plaid Cymru
Su suggerimento di Evans, nel 1938, alla vigilia della seconda guerra mondiale, Plaid Cymru dichiarò il suo rifiuto di usare la violenza. Lo stesso Evans ha annunciato di essere un obiettore di coscienza dall'inizio della guerra. Con sua sorpresa, ha anche ricevuto un assoluto esonero dal servizio. L'esenzione è stata concessa solo a pochissimi. Dal 1939 al 1945, Evans servì come segretario dell'Heddychwyr Cymru, un movimento per la pace in Galles.
Evans è stato vice leader del partito Plaid Cymru dal 1943 al 1945. Nel 1945 divenne leader del partito. L'idea di pace, fortemente sostenuta da Evans, si è riflessa anche nelle attività del partito. A differenza di molti altri movimenti nazionalisti, Plaid Cymru si è opposto all'uso della violenza per raggiungere i suoi obiettivi.

#### In qualità di rappresentante della Camera dei Comuni
Evans fu eletto al Consiglio della Contea di Carmarthenshire nel 1949, dove rimase in carica per circa un quarto di secolo. Ha cercato di promuovere, tra le altre cose, lo status dell'amministrazione gallese e la lingua gallese. Si mise in primo piano quando si oppose alla costruzione di un lago artificiale progettato per il Liverpool. Il lago artificiale è stato costruito e ha coperto il villaggio di Capel Celyn. Sebbene Evans non riuscì a impedire il destino del villaggio, la battaglia lo aiutò a salire nel Plaid Cymru come primo rappresentante della Camera dei comuni britannica. Evans è stato eletto al Parlamento nelle elezioni suppletive del 1966 in seguito alla morte di Megan Lloyd George.
Evans influenzò il Welsh Language Act 1967 in Parlamento. Aveva chiesto l'opportunità di prestare giuramento in quanto gallese, ma il presidente Erskine May aveva dato risposta negativa. La presenza di Evans e la paura del risveglio nazionale del Galles convinsero il governo di Harold Wilson ad approvare il Language Act.
Evans non si sentiva a suo agio in Parlamento e in particolare i rappresentanti del Partito Laburista gallese cercarono di rendergli più difficile farlo. La posizione di Evans e Plaid Cymru divenne più difficile alla fine degli anni '60, quando anche il nazionalismo gallese fu mescolato con ingredienti estremisti. La figlia di Evans ha partecipato ai disordini organizzati da Cymdeithas yr Iaith Gymraeg, che non hanno aiutato la sua posizione. Ha perso il suo seggio in Parlamento nel 1970.
Fu rieletto in parlamento nell'ottobre 1974 nel collegio di Carmarthen. Plaid Cymru vinse un totale di tre seggi all'epoca, ma il partito era ancora abbastanza isolato dagli altri. Evans perse il seggio nel 1979 e si dimise da leader del partito nel 1981. Tentò ancora una volta la sua permanenza nel parlamento nel 1983 ma non è stato eletto.

#### Lo sciopero della fame e gli ultimi anni
Anche se Evans è stato a lungo in Parlamento, il suo risultato politico più significativo probabilmente è arrivato solo dopo la sua carriera come parlamentare. Nel 1980 dichiarò uno sciopero della fame con l'intenzione di "digiunare fino alla morte" a meno che il nuovo governo conservatore non avesse annullato la sua decisione di ritirare la sua promessa di creare un canale televisivo in lingua gallese.
Nella sua campagna elettorale del 1979, il Partito Conservatore aveva promesso di creare un canale televisivo in lingua gallese. Tuttavia, il ministro dell'Interno William Whitelaw annunciò di aver cambiato idea pochi mesi dopo. Lo sciopero della fame di Evans ha costretto il governo di Margaret Thatcher a ribaltare la sua decisione. La situazione è peggiorata quando il ministro gallese Nicholas Edwards ha annunciato, tuttavia, che il canale in lingua gallese S4C sarebbe stato istituito.
Nei suoi ultimi anni, Evans si è concentrato sulla scrittura. Ha realizzato diversi libri sul Galles e un'autobiografia Bywyd Cymro (1982).

## Opere
- Aros Mae (1971) (English version: Land of my Fathers: 2000 Years of Welsh History (1974) ISBN 0-903701-03-0)
- Byw neu farw? : y frwydr dros yr iaith a'r Sianel deledu gymraeg / Life or death? : the struggle for the language and a Welsh TV channel  (1980 ISBN 0-905077-12-1, bilingual text)
- Diwedd Prydeindod (1981, ISBN 0-86243-018-6)
- Autobiography: Bywyd Cymro (1982) (English version: For the Sake of Wales (1986) ISBN 1-86057-021-6)
- The Fight for Welsh Freedom (2000, ISBN 0-86243-515-3)
- Cymru o Hud (2001, ISBN 0-86243-545-5) (English version: Eternal Wales (2001) ISBN 0-86243-608-7)